# Марк Бартра
Марк Бартра Арегай (на испански: Marc Bartra Aregall) е испански футболист, играещ като централен защитник за испанския отбор Реал Бетис. Роден е на 15 януари 1991 г.

## Клубна кариера
Започва кариерата си в юношеския тим на Еспаньол (2001 – 2002 г.). На 11 години се мести в школата на Барселона – Ла Масия. След като напредва сред редиците той започва да играе за Б отбора на каталунците през 2009 г.
На 21 май 2011 г. Бартра вкарва първия си гол за първия отбор на Барса за победата с 3:1 над Малага в последния кръг от сезона.
През 2012 г. наследява номер 15 от напусналия със свободен трансфер по посока Китай – Сейду Кейта.
На 16 април 2014 г. Барселона с Бартра в състава губи финала за Купата на Краля от Реал Мадрид с 1:2. Бартра отбелязва единственият гол за своя отбор в 68-ата минута. 